# حسن رائد
حسن رائد (انگلیسی: Hassan Raed؛ زادهٔ ۲۳ سپتامبر ۲۰۰۰) بازیکن فوتبال اهل عراق است.
وی همچنین در تیم‌های ملی فوتبال زیر ۲۳ سال عراق و عراق بازی کرده‌است.